# Actinotus
Actinotus je biljni rod iz porodice štitarki, čijih dvadeset priznatih vrsta raste po Australiji i Novom Zelandu. Rod je dio potporodice Mackinlayoideae.
Najpoznatija vrsta među njima je zeljasti grm A. helianthi u obalnom Novom Južnom Walesu i Queenslandu.

## Vrste
1. Actinotus bellidioides (Hook.f.) Benth.
2. Actinotus forsythii Maiden & Betche
3. Actinotus gibbonsii F.Muell.
4. Actinotus glomeratus Benth.
5. Actinotus helianthi Labill.
6. Actinotus humilis (F.Muell. & Tate) Domin
7. Actinotus laxus Keighery
8. Actinotus leucocephalus Benth.
9. Actinotus minor (Sm.) DC.
10. Actinotus moorei F.Muell. ex Rodway
11. Actinotus novae-zelandiae (Petrie) Petrie
12. Actinotus omnifertilis (F.Muell.) Benth.
13. Actinotus paddisonii R.T.Baker
14. Actinotus periculosus Henwood
15. Actinotus repens Keighery ex Henwood
16. Actinotus rhomboideus (Turcz.) Benth.
17. Actinotus schwarzii F.Muell.
18. Actinotus suffocata (Hook.f.) Rodway
19. Actinotus superbus O.H.Sarg.
20. Actinotus whicheranus Keighery